# Миобисы
Миобисы (лат. Myiobius) — род воробьинообразных птиц из семейства титировых (Tityridae).

## Описание
Отличается крупными глазами и длинными щетинками вокруг рта и лица. Питается насекомыми.

## Классификация
Род Myiobius был выделен в 1839 году Джорджем Робертом Греем в разделе о птицах в книге «The Zoology of the Voyage of H.M.S. Beagle under the Command of Captain Fizroy R.N., during the years 1832—1836».. Ряд исследователей относят его к семейству Onychorhynchidae.
В состав рода включают четыре вида, распространённых в неотропическом регионе:
| Изображение | Научное название         | Русскоязычное название                       | Ареал                                                                                  |
| ----------- | ------------------------ | -------------------------------------------- | -------------------------------------------------------------------------------------- |
|             | Myiobius villosus        | Красно-бурый миобис                          | Боливия, Колумбия, Эквадор, Панама, Перу и Венесуэла                                   |
|             | Myiobius sulphureipygius |                                              | Белиз, Колумбия, Коста-Рика, Эквадор, Гватемала, Гондурас, Мексика, Никарагуа и Панама |
|             | Myiobius barbatus        | Желтогузый миобис                            | Бразилия, Колумбия, Эквадор, Французская Гвиана, Гайана, Перу, Суринам и Венесуэла     |
|             | Myiobius atricaudus      | Чернохвостый миобис, или чернохвостый тиранн | Бразилия, Колумбия, Коста-Рика, Эквадор, Панама, Перу и Венесуэла.                     |